# Reims-la-Brûlée
Reims-la-Brûlée ist eine französische Gemeinde im Département Marne in der Region Grand Est. Sie hat eine Fläche von 6,4 km² und 217 Einwohner (2022).

## Geografie
Die Gemeinde Reims-la-Brûlée liegt fünf Kilometer östlich der Stadt Vitry-le-François. Umgeben wird Reims-la-Brûlée von den Nachbargemeinden Plichancourt im Norden, Favresse im Osten, Vauclerc im Süden, Luxémont-et-Villotte im Südwesten sowie Marolles im Westen.

## Weblinks

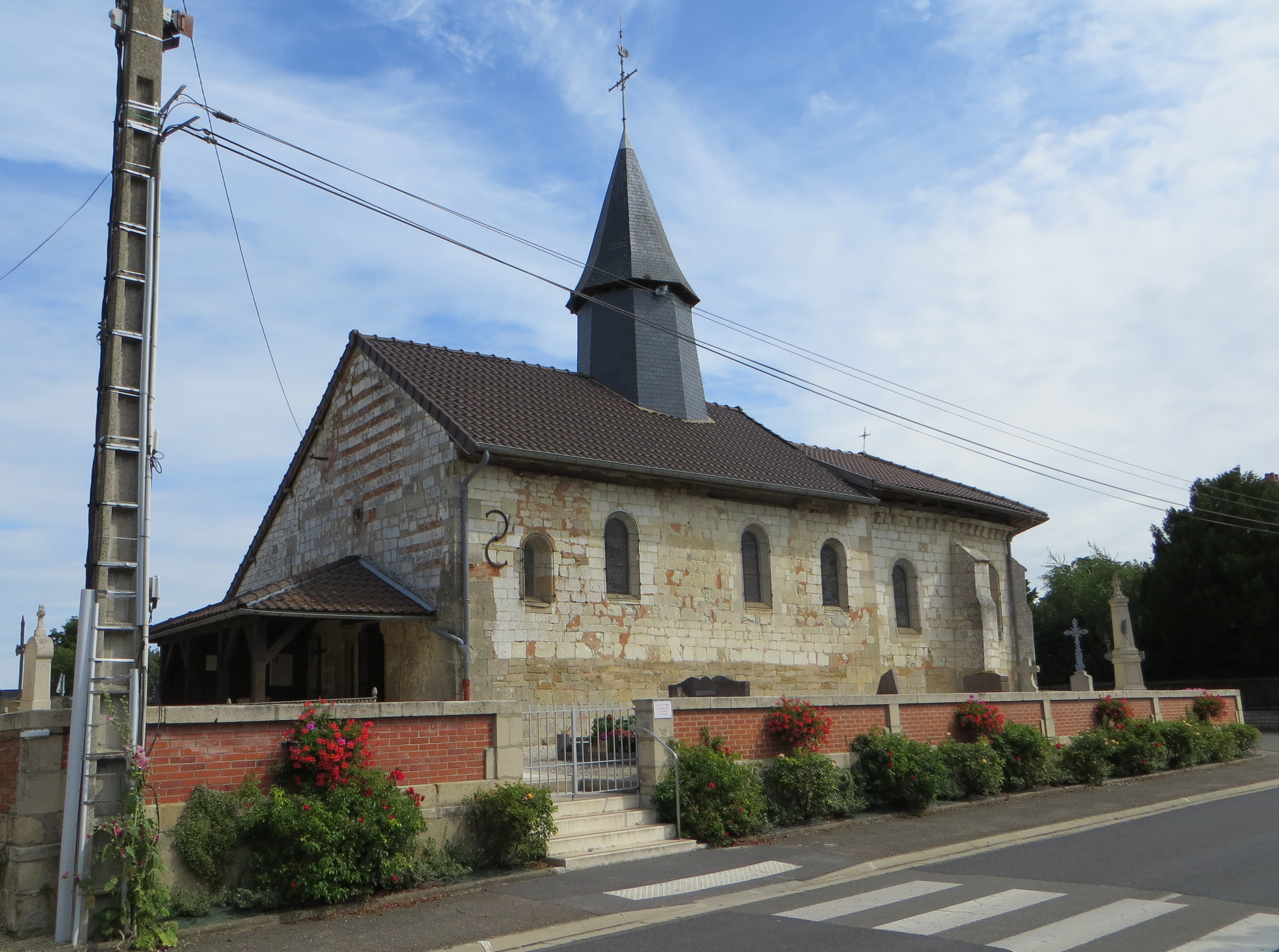
Kirche Saint-Martin

## Bevölkerungsentwicklung
| Jahr                       | 1962 | 1968 | 1975 | 1982 | 1990 | 1999 | 2006 | 2013 | 2018 |
| -------------------------- | ---- | ---- | ---- | ---- | ---- | ---- | ---- | ---- | ---- |
| Einwohner                  | 140  | 151  | 169  | 176  | 181  | 181  | 204  | 232  | 225  |
| Quellen: Cassini und INSEE |      |      |      |      |      |      |      |      |      |